# Грушецкий, Василий Васильевич

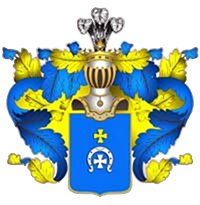
Герб Грушецких

Василий Васильевич Грушецкий (1767—7 (19) декабря 1804) — генерал-лейтенант, командир Харьковского кирасирского полка, шеф Нижегородского 17-го драгунского полка.

## Биография
Происходил из древнего дворянского рода Грушецких. Родился 6 (17) марта 1767 года. Отец — Василий Владимирович Грушецкий; мать — княжна Евдокия Васильевна Долгорукова (29.02.1744 — 1811).
Генерал-майор с 29 ноября 1797 года, генерал-лейтенант с 31 октября 1799 года. Был назначен 16 ноября 1797 года командиром Харьковского кирасирского полка, а уже 29 ноября того же года назначен шефом Нижегородского 17-го драгунского полка (до 3 апреля 1800 года). По вступлении на престол императора Павла I полк был приведён в состав пяти эскадронов и назван 31 октября 1798 года драгунским генерал-майора Грушецкого полком (3 апреля 1800 года полк присоединён к драгунскому генерал-майора Пушкина полку, который был переформирован в 10-эскадронный состав и назван 15 октября 1800 года драгунским генерал-майора Портнягина полком).
Под командованием В. В. Грушецкого Нижегородскому 17 драгунскому полку 21 января 1799 года были пожалованы 5 штандартов драгунского образца 1797 года. Один штандарт имел белый крест и оранжевые с чёрным пополам углы. Остальные штандарты — белый с тремя светло-оранжевыми полосками крест и чёрные углы. Бахрома серебряная.
Умер 7 (19) декабря 1804 года. Похоронен в некрополе Донского монастыря в Москве, на родовом участке — уч. № 2, рядом с родителями. Детей не имел.
Жена, княжна Наталья Васильевна Голицына (12.04.1772—1832). Овдовев, вышла замуж за Михаила Фёдоровича Бестужева-Рюмина.